# جوناثان فيرغارا بيريو
جوناثان فيرغارا بيريو (بالهولندية: Jonathan Vergara Berrio)‏ هو لاعب كرة قدم هولندي في مركز نصف الجناح، ولد في 7 يناير 1999 في Doetinchem ‏ في هولندا. لعب مع دي غرافشاب.

## وصلات خارجية
- جوناثان فيرغارا بيريو على موقع قاعدة بيانات كرة القدم.إي يو (الإنجليزية)
- جوناثان فيرغارا بيريو على موقع Soccerway.com (الإنجليزية)
- جوناثان فيرغارا بيريو على موقع عالم كرة القدم.نت (الإنجليزية)